# Казати, Луиза
Луиза Казати Стампа ди Сончино, маркиза ди Рома (итал. Luisa Casati Stampa di Soncino, Marchesa di Roma, урожденная Luisa Adele Rosa Maria Amman, 23 января 1881, Милан — 1 июня 1957, Лондон) — итальянская аристократка, хозяйка литературного салона, коллекционер живописи, модель, муза поэтов и художников, меценатка, покровительница изящных искусств. Графиня (до 1900), маркиза (с 1900).

## Биография
Луиза — младшая из двух дочерей богатого хлопкоторговца Альберто Аммана, выходца из Австрии. Её мать Лючия Амман — полуитальянка, полуавстрийка. Отец получил от короля Умберто I титул графа.
Детство провела в Милане. Потеряла мать в тринадцатилетнем возрасте, через два года умер отец. Луиза и её сестра стали богатейшими наследницами Италии, опеку над ними взял их дядя Эдуардо Амман.

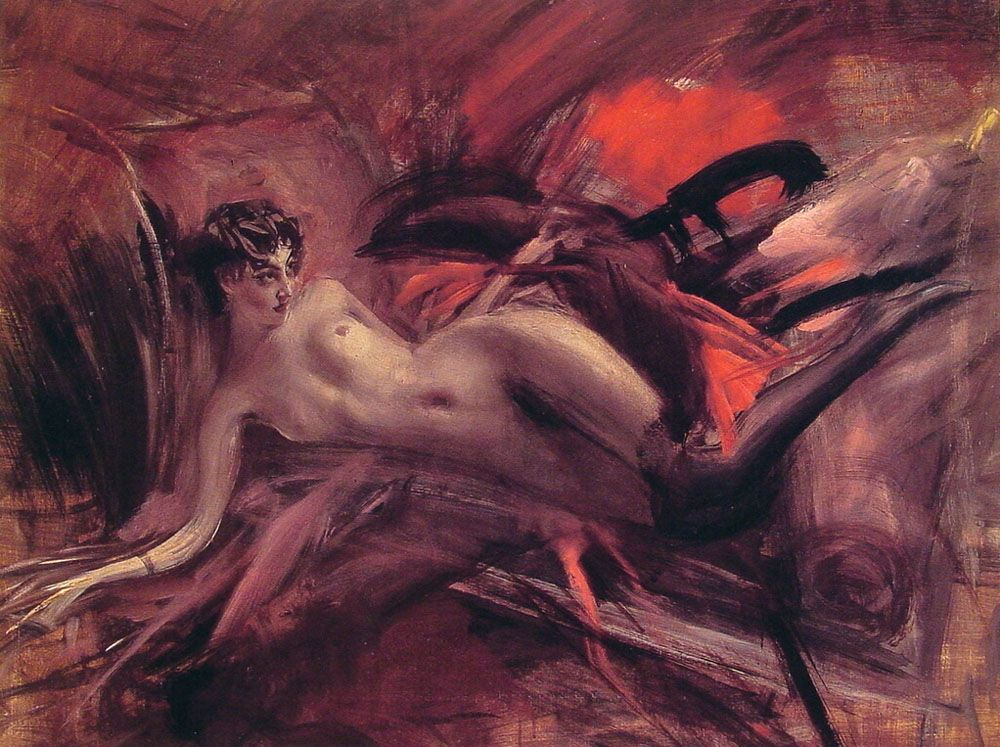
Джованни Больдини. Лежащая обнаженная

В 1900 году вышла замуж за Камилло Казати Стампа ди Сончино, маркиза ди Рома (1877—1946), родила от него дочь Кристину (1901—1953). После этого супруги жили раздельно (расстались в 1914, развод оформили лишь в 1924-м).
Параллельно развивались отношения Луизы с Габриэле д'Аннунцио, известным в те годы поэтом. В 1910 году маркиза поселилась в Палаццо Веньер деи Леони на Большом Канале в Венеции и отреставрировала его.
В течение трёх десятилетий дом маркизы Казати был одним из центров европейского общества, избранного круга писателей, художников, актёров. Она путешествовала по миру, посещала Париж, Лондон, Индию, Капри, Рим, Мюнхен.
Собирала экзотических животных и шокировала венецианцев, выходя на прогулку с двумя гепардами и нося живых змей вместо украшений. Устраивала балы прямо на площади Сан-Марко. В 1913 году совершила каминг-аут, признав свою бисексуальность.
Была известным меценатом, поддерживала Филиппо Томмазо Маринетти, Альберто Мартини, Джованни Больдини, Артура Рубинштейна и многих других деятелей искусства. Немыслимая роскошь и экзотика её званых вечеров вошли в легенду.
Многие считают, что светский образ Луизы складывался под влиянием Кристины Тривульцио, княгини Бельджойзо, о которой говорили, что она увлекается чёрной магией. Луиза даже назвала Кристиной свою дочь, родившуюся в 1901 году.

## Круг поклонников
Среди её поклонников и возлюбленных были Габриеле д’Аннунцио, Маринетти, Робер де Монтескью, Жан Кокто. Её портреты писали и ваяли Джованни Больдини, Огастес Джон, Джакомо Балла, Игнасио Сулоага, Павел Трубецкой, Джейкоб Эпстайн, Ромейн Брукс, Кеес ван Донген, Леон Бакст, Этьен Дриан, её фотографировал Ман Рэй. По слухам, являлась прототипом Изабеллы Ингирами, героини романа д’Аннунцио Может быть — да, может быть — нет (1910), а также Ла Казинели (La Casinelle) из двух произведений Мишеля Жоржа-Мишеля, Dans la fete de Venise (1922) и Nouvelle Riviera (1924). Ей посвящены страницы в воспоминаниях Феликса Юсупова и Айседоры Дункан, танцевавшей в её дворце и являвшейся её подругой. Было написано 130 её портретов. На одном из её приёмов, где присутствовали Сергей Дягилев и Вацлав Нижинский, произошёл следующий случай:

После двух бокалов вина Дункан пригласила Нижинского на вальс. «Да, — произнесла она после танца. — Жаль, что этот мальчик не встретился мне, когда ему было года два. Уж я бы его научила танцевать». Закончился приём ссорой. Д’Аннунцио, подойдя к Нижинскому, предложил: «Станцуйте-ка что-нибудь для меня!» В ответ великий танцовщик не растерялся: «А вы напишите-ка что-нибудь для меня!»

Её образом вдохновлялись Теннесси Уильямс и Джек Керуак. Наряды для неё сочиняли Леон Бакст и Пабло Пикассо, она покровительствовала модельерам Мариано Фортуни и Полю Пуаре. Её девизом были слова: Я хочу стать живым произведением искусства (I want to be a living work of art).
Явно символистская картина Чезаре Саккаджи да Тортона «Королева Семирамида» явно отсылает к маркизе Казати, которая, как и изображение легендарной царицы Вавилона, часто появлялась на публике с животными на поводке.

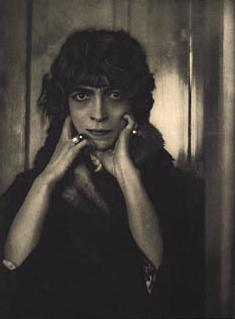
Адольф де Мейер. Фотопортрет Луизы Казати, ок.1920

## Поздние годы и кончина
Потеряв богатство, обременённая долгами (к 1930 году её личный долг составлял 25 млн долларов), Луиза Казати была вынуждена продать свой дворец и всё его содержимое. Среди прочих покупателей на аукционе была Коко Шанель. После этого переехала в Лондон, где жила её дочь Кристина. Долгие годы провела довольно скромно в однокомнатной квартире, поддерживаемая своими прежними друзьями. Её похоронили на богатом Бромптонском кладбище в районе Кенсингтон-Челси, в западной части Лондонского центра. На могильном камне были выбиты строки из шекспировского Антония и Клеопатры: Age cannot wither her, nor custom stale / Her infinite variety (Её разнообразью нет конца. / Пред ней бессильны возраст и привычка. — Пер. Б. Пастернака). Одна из позднее изданных книг о Луизе была названа «Infinite Variety».

## Позднейшее признание
- Персонажей, основанных на образе и судьбе Луизы Казати, воплощали Вивьен Ли в пьесе «Ла Контесса» (1965) и Ингрид Бергман в фильме «Дело времени» (1976). Её чары стремились воспроизвести актрисы Теда Бара, Таллула Бэнкхед, Валентина Кортезе.
- В 1998 году модельер Джон Гальяно вдохновлялся маркизой Казати при создании весенне-летней коллекции дома Christian Dior. Платья из этой коллекции были выставлены в отделе Института моды Метрополитен-музея. Луиза Казати послужила музой и для другого ансамбля Гальяно, созданного для коллекции дома Dior «Bal des Artistes» осень-зима 2007—2008.
- В честь маркизы Казати получил свое название лейбл одежды высокого класса Marchesa, созданный британскими дизайнерами Джорджиной Чапман и Керен Крейг.
- В мае 2009 года Карл Лагерфельд дебютировал со своей коллекцией «Chanel Cruise» 2010 года на Лидо в Венеции, для которой Казати снова стала главной музой. В феврале 2016 года лондонский дизайнер Омар Мансур представил свою осенне-зимнюю коллекцию Casati на Неделе моды в Лондоне и на Неделе моды в Париже.

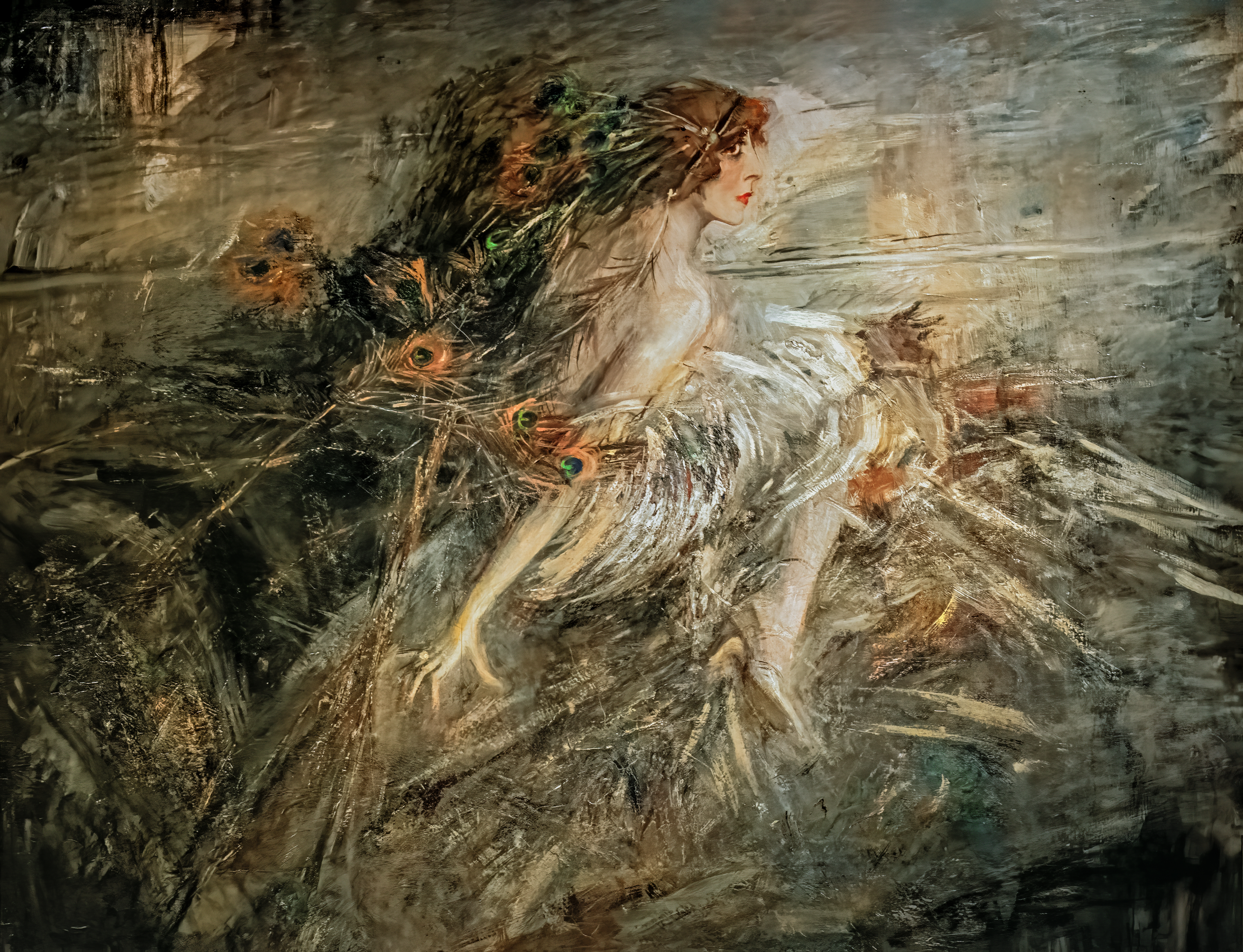
Маркиза Луиза Казати с павлиньими перьями, Джованни Больдини, 1911-1913
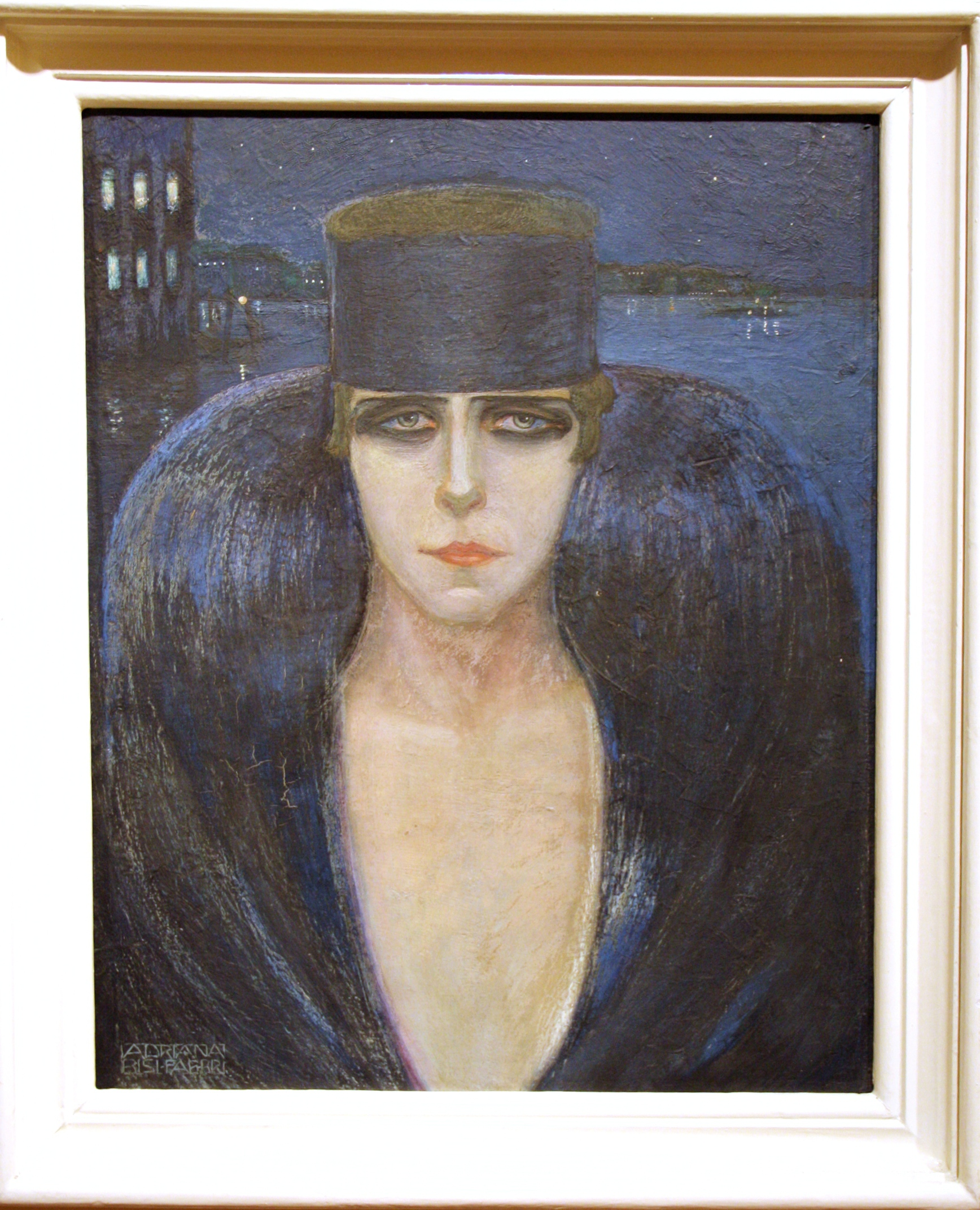
Маркиза Пиньятелли, Адриана Бизи Фаббри, не позднее 1918
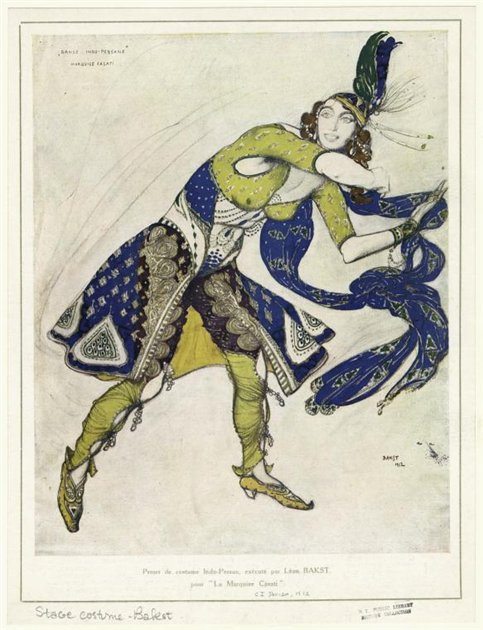
Персидский танец, Леон Бакст, 1912
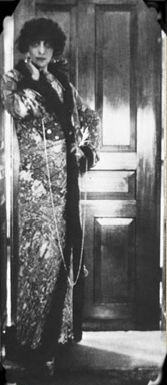
Фотография Луизы Казати, Адольф де Мейер, 1912
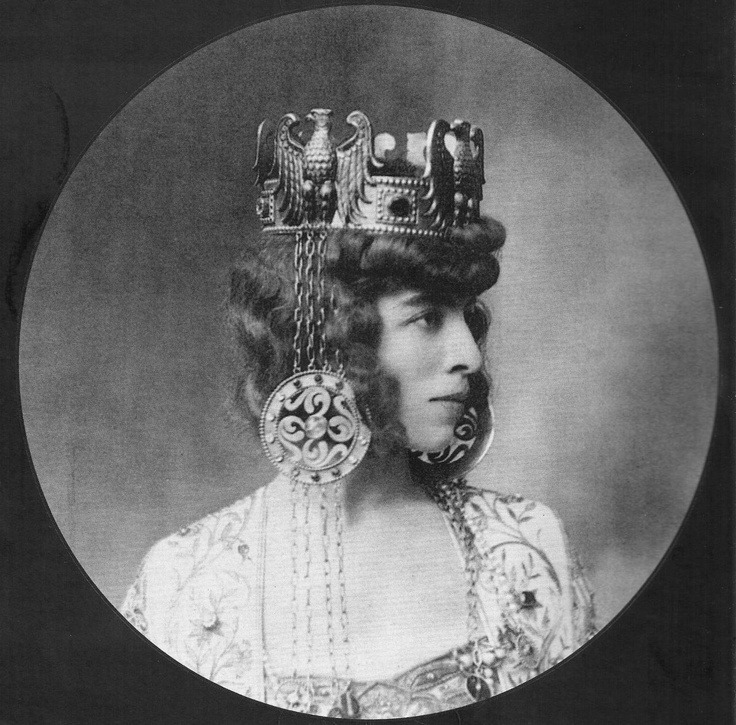
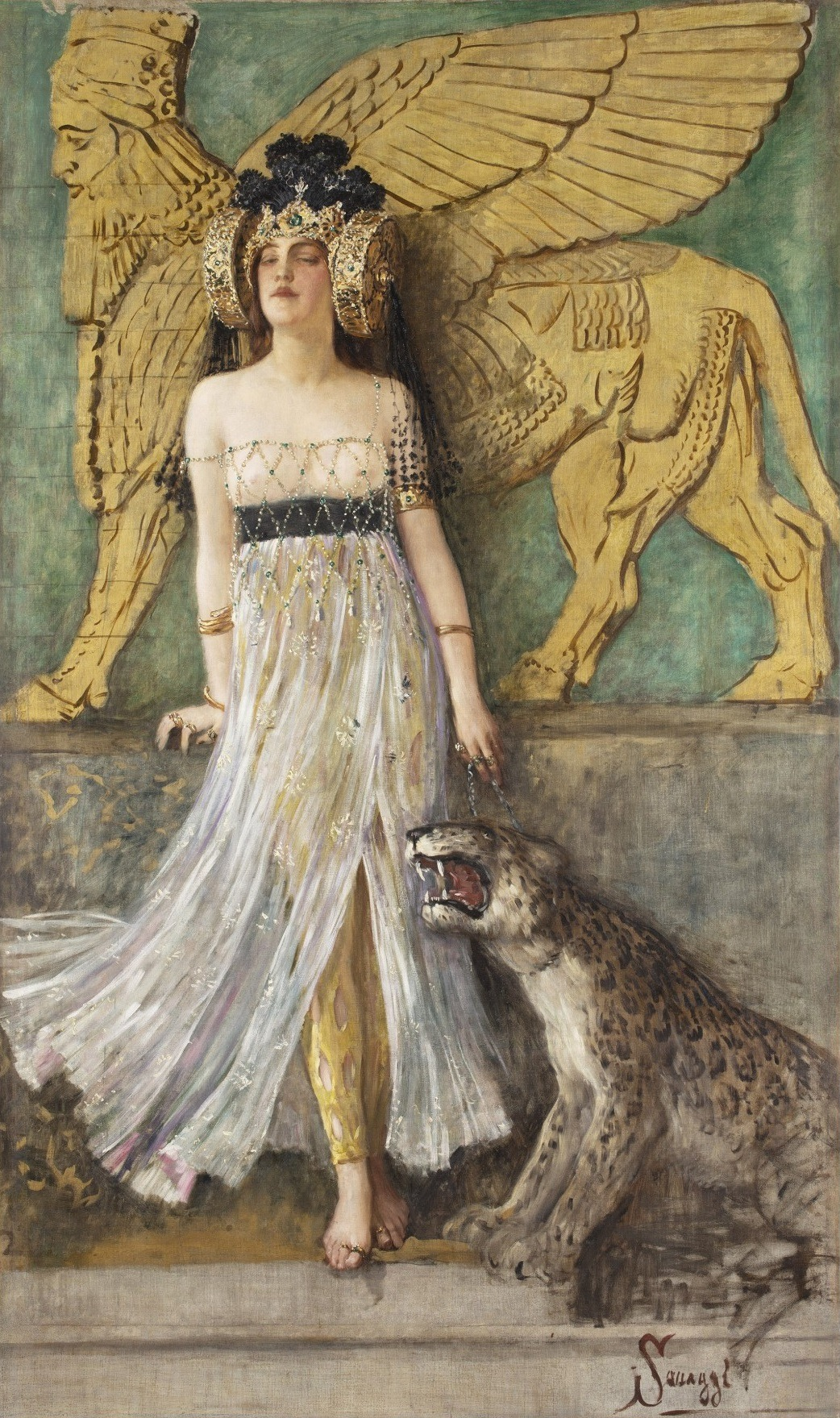
Царица Семирамида, работа Чезаре Саккаджи, явно вдохновленная маркизой Казати.